# Gummiparagraf
Gummiparagraf betegner en lovbestemmelse, der er så uklar eller tvetydig i sin udformning, at den lader sig vride eller bøje som gummi til at opfylde en bestemt (politisk) målsætning. Ordet kendes i dansk siden omkring 1970: 
"(Man anvendte) "gummiparagraffen" 134a (i borgerlig straffelov) under henvisning til, at der forelå en speciel "134a-situation", som gjorde enhver demonstrant .. til en potentiel "deltager" i "slagsmål" eller "anden grov forstyrrelse af ro og orden på offentligt sted" (Information 9. marts 1972)
Ordet kendes tillige med samme betydning på svensk og tysk.